# Cedazo

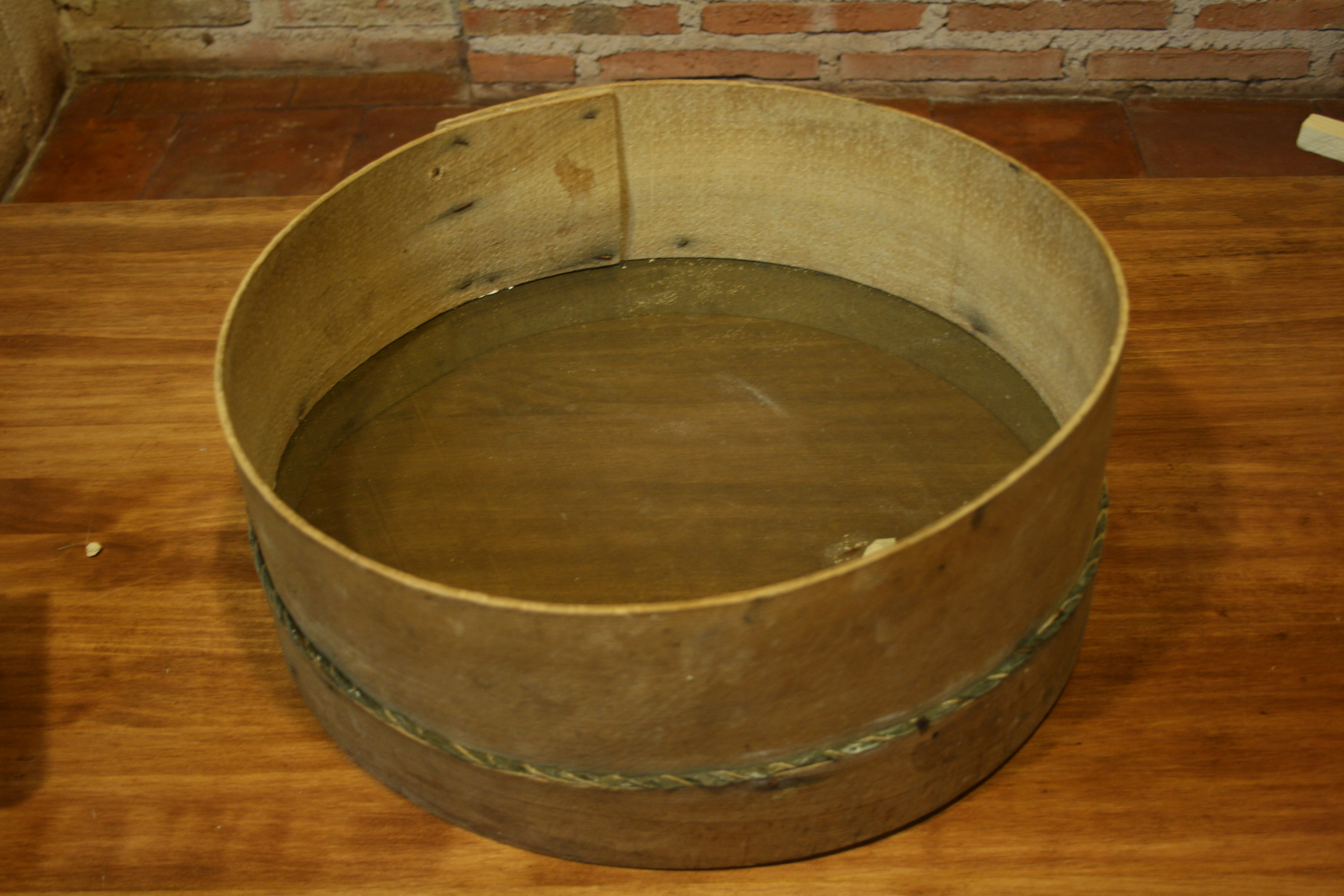
Cedazo de harina

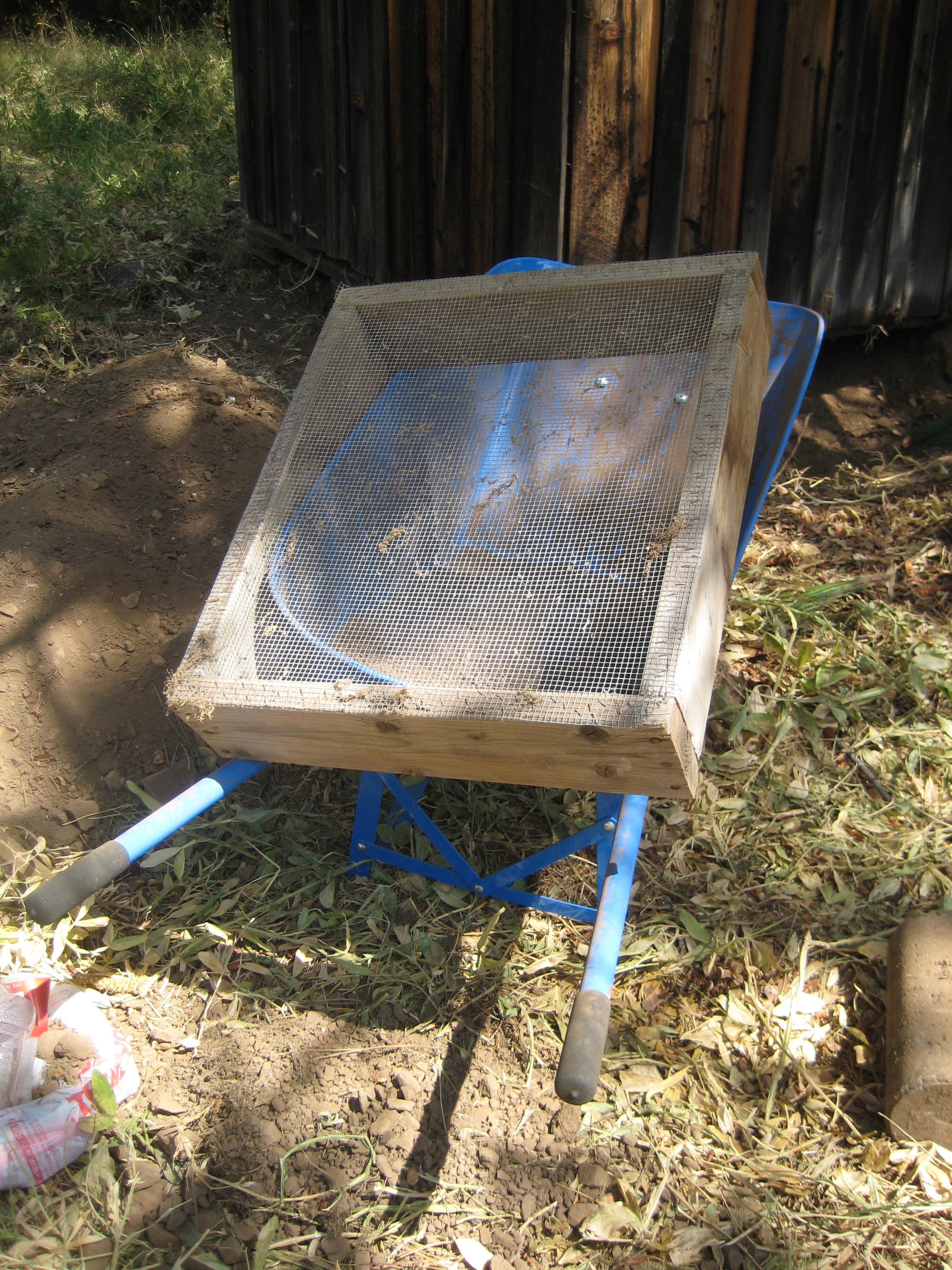
Cedazo

Un cedazo (también, tamiz) es un utensilio que se emplea para separar (cribar) materiales de diferente grosor, como en el caso de la harina del salvado.

## Características
El cedazo harinero se compone de un aro ancho y delgado de madera y de un fondo agujereado de diferente material según la operación y la especie de grano a cribar.
El fondo del cedazo es de cerda o de seda más o menos tupido según la harina que se quiere sacar. Cuando se cierne la harina dos veces, la primera operación se hace con un cedazo claro de cerda por lo común, que se llama cedazo de despajar. Con este, se separa el salvado más grueso y el cedazo tupido separa el más menudo y la harina gruesa a que se da el nombre de rollón.
El cedazo sencillo se usa del siguiente modo. Puesta la harina en un extremo de la artesa en que se ha de amasar, coge la cernedora una porción con el cedazo y mudándose al otro extremo, lo mueve y vuelve entre las manos hasta que no pasa nada por la tela. Echa entonces el salvado en una vasija colocada cerca de ella. Toma nueva harina y continúa la misma operación hasta concluir.

## Cedazos de cilindro
La tela es de cerda, de estambres, lienzo o seda y sirve para separar el salvado de la harina. Su cilindro está compuesto de hojas de lata, agujereadas como rallos y de alambres de hierro puestos circularmente unos junto a otros y a una distancia muy próxima para que no pase el grano sino únicamente la basura que está mezclada con él. Ambos son útiles e incluso necesarios cuando el gasto de pan es de alguna consideración.
Los cedazos de cilindro se componen de dos piezas principales: el cilindro y el cajón donde este está encerrado. El cajón del cedazo es de madera, de unos dos metros y medio de largo, medio metro de ancho y un metro de alto, formado sobre cuatro, seis u ocho estribos de madera en forma de pies. Estas proporciones deben ser mayores en las cribas.
En los cedazos hay tres o cuatro divisiones, según la especie de pan que se quiere hacer y en el cajón otras tantas como telas diversas cubren el cilindro de manera que cada división de tablas del cajón forma una especie de cofre separado que recoge una harina relativa a la finura del tejido que cubre el cilindro en esta parte. Estas divisiones dan: flor de harina, la harina o moyuelo, la cabezuela y el rollón o salvado menudo.
En las panaderías o tahonas de alguna consideración echaban la harina como salía de las piedras, en un cuarto que estaba encima del cedazo. Abrían un agujero en el piso donde colocaban un cañón o conducto de tablas o de lienzo por donde caía la harina en la tolva. Si el conducto era de tablas se cerraba al final con un tope que se abría y cerraba cuando se quería y servía para que sólo cayera en el cedazo la cantidad de harina que debía contener. Pero si era de lienzo, una cuerda sola bastaba para cerrarlo: la propia tolva podía tener un bastidor en su base. 
Después de que la harina había caído en la tolva, pasaba al cilindro que se hallaba en plano inclinado y entonces se le daba vueltas con el cigüeñal y su pendiente hacía que la harina pasara de la tela más fina a la más basta, hasta que el salvado caía por la abertura. Algunas veces había una quinta división o cajón más grande que los demás para recibirlo o se arrimaba un costal a esta abertura para recogerlo.